# Flaga esperancka

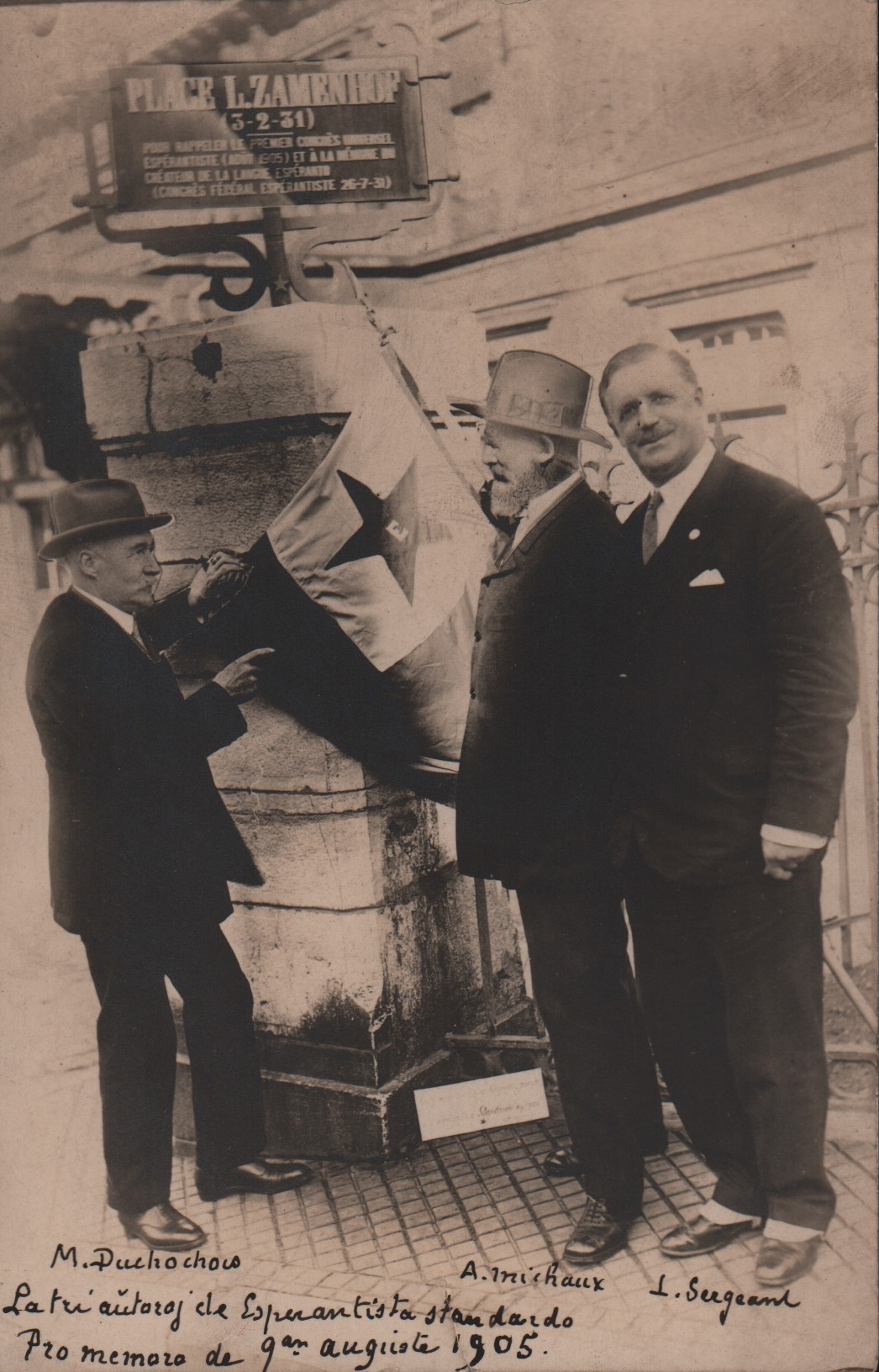
Maurice Duchochois, Alfred Michaux i L. Sergeant, twórcy flagi esperanckiej, ok. 1931

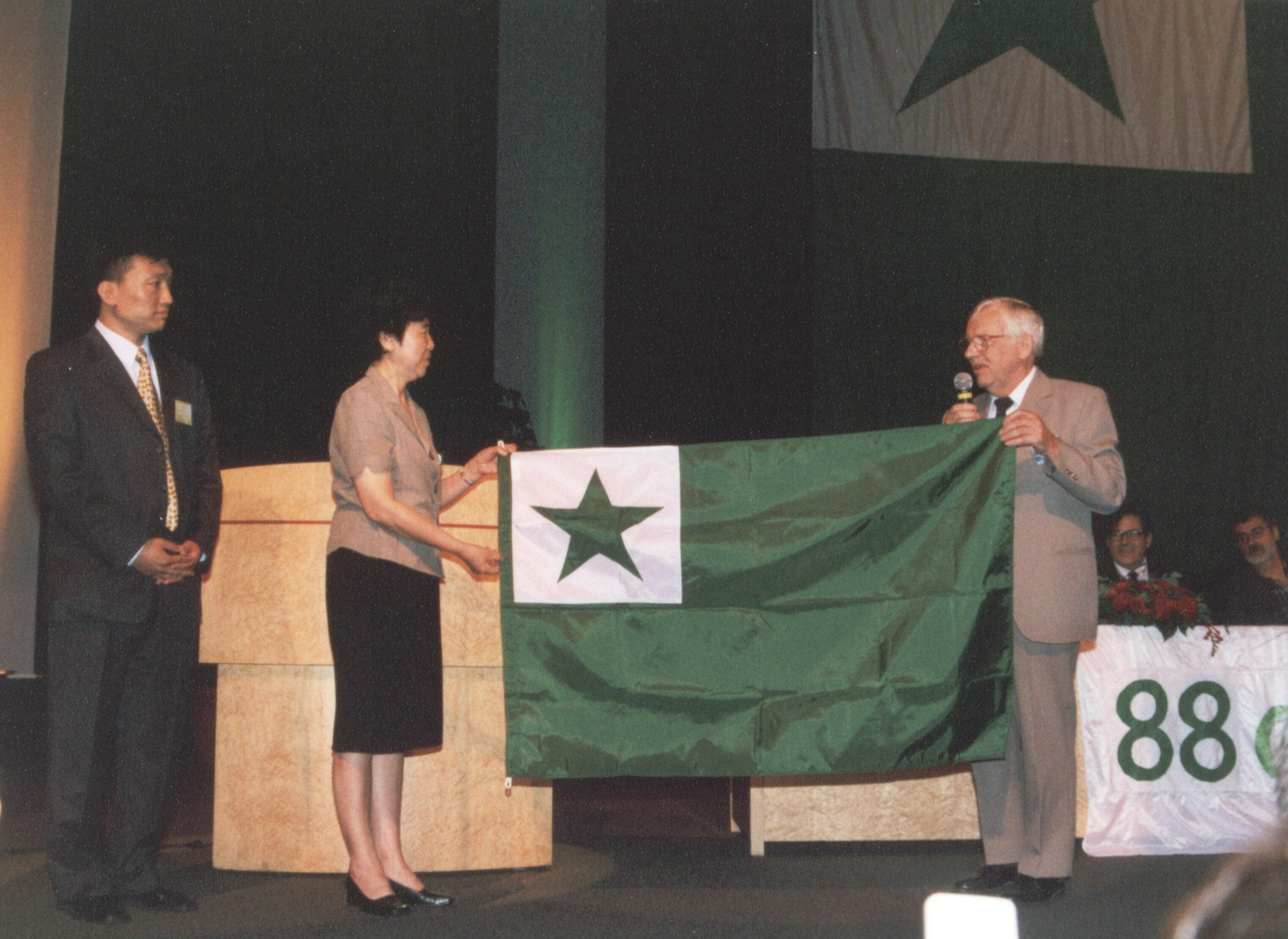
Przekazanie flagi organizatorom Światowego Kongresu Esperantystów, 2003

Flaga esperancka – jeden z symboli języka esperanto i ruchu esperanckiego.

## Wygląd
Flaga esperancka jest prostokątem w kolorze zielonym z zieloną pięcioramienną gwiazdą w kantonie o białym tle.

## Symbolika
Zielony kolor zarówno gwiazdy esperanckiej jak i flagi symbolizuje nadzieję, którą zwaśnionym narodom świata ma przynieść uniwersalny język. Do tego nawiązuje również nazwa języka - esperanto znaczy mający nadzieję. Biały kolor symbolizuje neutralność języka a pięć ramion gwiazdy - pięć kontynentów (podobnie jak na fladze olimpijskiej).

## Historia
Pierwsza wersja flagi pojawiła się na I Kongresie Powszechnym w 1905 w Boulogne-sur-Mer (Francja) jako symbol klubu esperanckiego, który organizował kongres. Wersja ta różniła się od obecnej proporcjami - stosunek boku kwadratu zawierającego gwiazdę do wysokości flagi wynosił w przybliżeniu 2:3.
Flaga lokalnego klubu spodobała się społeczności międzynarodowej i została przejęta jako symbol całego ruchu esperanckiego.

## Odmiany flagi esperanckiej
- w gwieździe litera E - wersja flagi niekiedy używana w początkach XX wieku
- w gwieździe krzyż - symbol chrześcijańskiego ruchu esperanckiego
- flaga czerwona z białym kantonem i zieloną gwiazdą - symbol lewicowego i komunistycznego ruchu esperanckiego.